# إزرائيل أنغيل
إزرائيل أنغيل (بالإنجليزية: Israel Angell)‏ هو جندي أمريكي، ولد في 24 أغسطس 1740، وتوفي في 4 مايو 1832.